# Consejo Nacional de Gobierno (1952-1955)
El Consejo Nacional de Gobierno de 1952-1955 fue el primer periodo de gobierno colegiado tras la aprobación de la Constitución de 1952.

## Historia

Ceremonia de asunción del primer Consejo Nacional de Gobierno en el Palacio Estévez.

Durante la presidencia de Andrés Martinez Trueba se propuso reformar la constitución a modo de instalar un ejecutivo colegiado. Una vez consagrada la nueva Constitución de 1952, Martínez abandonó el cargo de presidente de la República para presidir el primer Consejo Nacional de Gobierno durante el resto del período constitucional.

## Composición
En el primer periodo del Consejo Nacional de Gobierno y tal como disponía la Constitución de la República, el mismo se integró por nueve miembros. De estos, la mayoría era del Partido Colorado, con cinco miembros, mientras que por el contrario la minoría era del Partido Nacional, con tres miembros. Ambos fueron los únicos partidos políticos en acceder al Consejo de Gobierno. 
Por otra parte, fue el único periodo del colegiado en el cual la presidencia se mantuvo en una única persona. 
| ← I Consejo Nacional de Gobierno → 1 de marzo de 1952 - 1 de marzo de 1955 | ← I Consejo Nacional de Gobierno → 1 de marzo de 1952 - 1 de marzo de 1955 | ← I Consejo Nacional de Gobierno → 1 de marzo de 1952 - 1 de marzo de 1955 | ← I Consejo Nacional de Gobierno → 1 de marzo de 1952 - 1 de marzo de 1955 | ← I Consejo Nacional de Gobierno → 1 de marzo de 1952 - 1 de marzo de 1955 |
| -------------------------------------------------------------------------- | -------------------------------------------------------------------------- | -------------------------------------------------------------------------- | -------------------------------------------------------------------------- | -------------------------------------------------------------------------- |
| Partido político                                                           |                                                                            | Partido Colorado (como oficialismo)                                        | Partido Colorado (como oficialismo)                                        | Partido Colorado (como oficialismo)                                        |
| Partido político                                                           | Partido Nacional (como minoría)                                            |                                                                            |                                                                            |                                                                            |
| Presidencia                                                                | Presidencia                                                                | Nombre                                                                     | Imagen                                                                     | Referencias y notas                                                        |
| Presidente del Consejo Nacional de Gobierno                                |                                                                            | Andrés Martínez Trueba 1 de marzo de 1952-1 de marzo de 1955               |                                                                            |                                                                            |
| Cargo                                                                      | Cargo                                                                      | Nombre                                                                     | Imagen                                                                     | Referencias y notas                                                        |
| Consejeros de Gobierno                                                     | Antonio Rubio Pérez 1952-1955                                              |                                                                            |                                                                            |                                                                            |
| Consejeros de Gobierno                                                     | Francisco Forteza 1952-1955                                                |                                                                            |                                                                            |                                                                            |
| Consejeros de Gobierno                                                     | Héctor Álvarez Cina 1952-1955                                              |                                                                            |                                                                            |                                                                            |
| Consejeros de Gobierno                                                     | Luis Alberto Brause 1952-1955                                              |                                                                            |                                                                            |                                                                            |
| Consejeros de Gobierno                                                     | Eduardo Blanco Acevedo 1952-1955                                           |                                                                            |                                                                            |                                                                            |
| Consejeros de Gobierno                                                     |                                                                            | Álvaro Vargas Guillemette 1952-1954                                        |                                                                            | Fallecido en el cargo en 1954.                                             |
| Consejeros de Gobierno                                                     | Justo Alonso 1954-1955                                                     |                                                                            | En sustitución de Álvaro Vargas                                            |                                                                            |
| Consejeros de Gobierno                                                     | Martín Recaredo Echegoyen 1952-1955                                        |                                                                            |                                                                            |                                                                            |
| Consejeros de Gobierno                                                     | Roberto Berro 1952-1955                                                    |                                                                            |                                                                            |                                                                            |

## Gabinete

Ceremonia oficial en conmemoración del Centenario de la muerte de Fructuoso Rivera, 13 de enero de 1954.

El Gabinete del primer Consejo de Gobierno estuvo integrado por miembros del Partido Colorado. 
| I Consejo Nacional de Gobierno         | I Consejo Nacional de Gobierno      | I Consejo Nacional de Gobierno    |
| -------------------------------------- | ----------------------------------- | --------------------------------- |
| Partido político                       |                                     | Partido Colorado                  |
| Cargo                                  | Nombre                              | Nombre                            |
| Interior                               |                                     | Antonio Gustavo Fusco 1952 - 1955 |
| Relaciones Exteriores                  | Fructuoso Pittaluga 1952 - 1955     |                                   |
| Economía y Finanzas                    | Eduardo Acevedo Álvarez 1952 - 1955 |                                   |
| Defensa Nacional                       | Ledo Arroyo Torres 1952 - 1954      |                                   |
| Defensa Nacional                       | Juan Pedro Ribas 1954 - 1955        |                                   |
| Instrucción Pública y Previsión Social | Justino Zavala Muniz 1952 - 1955    |                                   |
| Obras Públicas                         | José Acquistapace 1952 - 1955       |                                   |
| Industria y Trabajo                    | Héctor Grauert 1952 - 1955          |                                   |
| Salud Pública                          | Federico García Capurro 1952 - 1955 |                                   |
| Ganadería y Agricultura                | Juan Quilici 1952 - 1955            |                                   |